# Восточный Каркасон
Восто́чный Каркасо́н (фр. Carcassonne-Est) — кантон во Франции, находится в регионе Лангедок — Руссильон, департамент Од. Входит в состав округа Каркасон.
Код INSEE кантона — 1107. Всего в кантон Восточный Каркасон входят 8 коммун, из них главной коммуной является Каркасон.
Население кантона на 1999 год составляло 17 970 человек.

## Коммуны кантона
| Коммуна   | Население, чел. (1999) | Почтовый индекс | Код INSEE |
| --------- | ---------------------- | --------------- | --------- |
| Берьяк    | 853                    | 11090           | 11037     |
| Каванак   | 870                    | 11570           | 11085     |
| Казильяк  | 1 776                  | 11570           | 11088     |
| Каркасон  | 49 133                 | 11000, 11090    | 11069     |
| Куффулан  | 571                    | 11250           | 11102     |
| Лёк       | 601                    | 11250           | 11201     |
| Ма-де-Кур | 15                     | 11570           | 11223     |
| Палажа    | 2 234                  | 11570           | 11272     |